# 1997년 K리그
출범 15년째를 맞는 1997 프로축구는 대전 시티즌의 창단으로 10개팀으로 늘어난데다 전력의 평준화로 어느 해보다 우승의 향방을 가늠하기가 쉽지 않았다. 수원 삼성 블루윙즈가 데뷔 첫 해인 1996 시즌 챔피언 결정전에 오른데서도 알 수 있듯 어느 팀도 우승 후보에서 완전히 배제할 수는 없는 상황이었다. 또한 최근 1991년 우승 이후 5년 동안 중하위권을 멤돌았던 부산은 세대교체에 성공했다는 평가를 받았다.
이렇게 팀성적에 있어서 1997 시즌은 전적으로 부산 대우 로얄즈를 위한 한 해였다. 1991년 프로축구 최초의 3회 우승이라는 기록을 세웠던 부산은 이번엔 시즌 전관왕이라는 새로운 기록에 팀의 이름을 새겼다. 정규리그와 아디다스컵, 프로스펙스컵을 석권한 부산은 시즌 MVP를 차지한 김주성을 주축으로 한 강력한 수비와 샤샤, 마니치 등 외국인 선수들이 이끈 결정력 높은 공격력으로 97 시즌 프로무대를 석권했다.
1997년 10월 25일 부산 구덕운동장 홈구단인 부산 대우가 고졸연습생 류병훈이 후반7분경 정재권의 어시스트를 받아 터뜨린 결승골에 힘입어 천안일화를 1- 0으로 누르는 순간. 83년 3월 출범한 국내 프로축구 역사는 새롭게 씌어졌다. 이차만 감독이 이끄는 부산 대우가 프로축구 사상 최초로 단일시즌 프로축구 천하통일이라는 기념비를 세운 것이다. 시즌 개막대회인 아디다스컵에 이어 프로스펙스컵을 거머쥐는가 싶더니 마침내 정규리그인 라피도컵까지 석권해 시즌 3관왕의 영광을 이룬 것이다. 부산 대우는 지난 91년이후 6년만의 정규리그 우승이자 통산 4차례 우승으로 최고 명문구단으로서 입지를 단단히 했다. 또한 최종 성적에서도 22승 11무 5패 승점 77로 2위 전남 드래곤즈(66점)보다 무려 11점이나 앞서 3관왕의 의미를 더욱 빛나게 만들었다.
또한 스위퍼로 제2의 축구인생을 활짝 연 김주성의 몸을 사리지 않는 불꽃 투혼과 군 복무 후 복귀한 정광석 김귀화의 분전과 프로 2∼4년차인 윤희준, 김재영, 김학철, 이민성 등 젊은 선수들의 과감한 플레이도 팀우승을 이끈 요인으로 분석되었다.
개인 기록에 있어서는 울산의 김현석, 안양의 서정원, 부산의 마니치가 각각 정규리그, 아디다스컵, 프로스펙스 컵 득점왕에 올랐다.
그리고 1997년 시즌은 1983년 프로리그 출범 이후 15년 만에 드디어 10번째 구단이 창단되어 명실 공히 선진 프로리그로의 진입을 알린 한 해였다. 더군다나 프로야구와 남자프로농구를 제치고 국내 프로스포츠 최초의 복수구단 시대의 서막을 열었다. 제10구단 이면서 시민구단이라는 이름을 내걸고 출발한 대전 시티즌은 신생팀 특유의 젊음과 패기로 중위권에 도약하는 성과를 거두었으며, 올해의 페어플레이팀상을 수상하고, 신인왕(신진원)을 배출하는 등 성공적인 리그 데뷔를 장식했다.
또한 이번 시즌부터 몇몇 구단들의 명칭이 변경되었는데, 부천 유공은 부천 SK로, 포항 아톰즈는 포항 스틸러스로, 전북 다이노스는 전북 현대 다이노스로 구단 명을 변경했다.

## 시즌 개요

### 참가 구단
| #  | 팀명               | 연고지     | 리그 참여년도 | 전년도 순위 |
| -- | ------------------ | ---------- | ------------- | ----------- |
| 1  | 울산 현대 호랑이   | 울산광역시 | 1984년        | 우승        |
| 2  | 수원 삼성 블루윙즈 | 수원시     | 1996년        | 준우승      |
| 3  | 천안 일화 천마     | 천안시     | 1989년        |             |
| 4  | 포항 스틸러스      | 포항시     | 1983년        |             |
| 5  | 부천 SK            | 부천시     | 1983년        |             |
| 6  | 안양 LG 치타스     | 안양시     | 1984년        |             |
| 7  | 부산 대우 로얄즈   | 부산광역시 | 1983년        |             |
| 8  | 전북 현대 다이노스 | 전라북도   | 1995년        |             |
| 9  | 전남 드래곤즈      | 전라남도   | 1995년        |             |
| 10 | 대전 시티즌        | 대전광역시 | 1997년        | 신생팀      |

## 시즌 순위

### 최종 순위
| 순위 | 팀                 | 경기수 | 승 | 무 | 패 | 득 | 실 | 차  | 승점 |
| ---- | ------------------ | ------ | -- | -- | -- | -- | -- | --- | ---- |
| 1    | 부산 대우 로얄즈   | 18     | 11 | 4  | 3  | 24 | 9  | 15  | 37   |
| 2    | 전남 드래곤즈      | 18     | 10 | 6  | 2  | 26 | 13 | 13  | 36   |
| 3    | 울산 현대 호랑이   | 18     | 8  | 6  | 4  | 28 | 21 | 7   | 30   |
| 4    | 포항 스틸러스      | 18     | 8  | 6  | 4  | 25 | 22 | 3   | 30   |
| 5    | 수원 삼성 블루윙즈 | 18     | 7  | 7  | 4  | 23 | 23 | 0   | 28   |
| 6    | 전북 현대 다이노스 | 18     | 6  | 8  | 4  | 32 | 25 | 7   | 26   |
| 7    | 대전 시티즌        | 18     | 3  | 7  | 8  | 21 | 25 | -4  | 16   |
| 8    | 천안 일화 천마     | 18     | 2  | 7  | 9  | 19 | 31 | -12 | 13   |
| 9    | 안양 LG 치타스     | 18     | 1  | 8  | 9  | 15 | 27 | -12 | 11   |
| 10   | 부천 SK            | 18     | 2  | 5  | 11 | 19 | 36 | -17 | 11   |

## 우승 구단
| 1997년 K-리그 우승          |
| --------------------------- |
| 부산 대우 로얄즈 4번째 우승 |

## 같이 보기
- 1997년 리그컵
- 1997년 대한민국 FA컵